# Општина Рогатица
Општина Рогатица је општина која се налази у источном дијелу Републике Српске, БиХ. Према подацима Агенције за статистику Босне и Херцеговине на попису становништва 2013. године, у општини је пописано 10.723 лица.

## Етимологија
Име града доводи се у везу с придјевом "рогат" од којега поименичен облик гласи "рогатица"; двор Рогатац или Рогатица, који су овдје имали властелини Рогатићи. Истакнути припадник ове племићке куће био је Вук Рогатић, који се у сачуваним списима јавља од почетка 15. вијека, односно од 1405. године, када је био један од свједока у повељи краља Твртка Другог Котроманића и 1419. у двије повеље краља Стефана Остојића, односно 1423. када се спомиње као човјек војводе Павла Радиновића.

## Историја
Рогатица се први пут помиње у уговору од 15. августа 1425. када се крамар Хлапац Станковић обвезао да ће Андрији Бобаљевићу превести 11 товара тканине и остале робе до Рогатице или Гласинца, до тамошње Гласиначке цркве. Из чега се закључује да је Рогатица већ тада била увелико позната као трговачко насеље у караванској трговини Дубровчана са залеђем. Трговачким пословима бавили су се домаћи људи, који су пословно били повезани са Дубровником. Дубровчани су на подручју Рогатице куповали стоку и восак, а потом продавали Млетачкој републици. За разлику од других градова Земље Павловића, Олова и Борача, Рогатица се није развила у велико насеље. Била је у посједу властеле Павловића, а на подручју града очувано је више локалитета из средњег вијека: Дворска вода, Царина, Вијенац, Градац и Грачаница.
Падом под Турке становништво је започело сеобе на југ у Херцеговину и Црну Гору, „послије косовске битке и првих турских освајања у Босни, од 1415, такве су сеобе биле честе и у њима учествовала властела и маса народа". Становништво које је остало на имањима прихватило је отоманску управу. Тако су у Рогатици у тимарском систему били и хришћани спахије. У Рогатици је била позната српска племићко-спахијска породица Балчаковић, који су чували православно становништво од турске тираније.
Након успостављања османске управе 1462. године, на подручју старе жупе Борач формирана је нахија Борач. У нахију је спадао трг Рогатица, варош Вишеград и Прача; а за првог вилајетског намјесника те нахије постављен је Мехмед Челебија, син оснивача Сарајева Иса-бега Исхаковића. По Мехмеду Челебији Рогатица је добила назив Челеби Пазар.
Након окупације Босне од стране Аустроугарске 1878. године, када су нове окупационе власти преузеле Сарајево, последњи отпор Аустроугарској десио се на Гласинцу 21. септембра, када су побуњеници поражени, те су Аустроугари ушли у Рогатицу без борбе, сутрадан, односно 22. септембра. Отпор новим окупаторима трајао је до 1881. године, а водили су га хајдучке харамбаше Јово Тандарић из Хан Пијеска и Ђуро Зекановић из Рогатице када су убијени. Нова управа је започела изградњу ергеле арапских коња на Борикама 1903. године, за потребе аустроугарске војске. Током 1905. године изграђен је градски водовод, те канализациона мрежа 1908. Док се пруга за експлоатацију шуме градила у периоду 1902—1906.
Током борбе за вјерско-просвјетну аутономију сарадња муслимана и православног становништва у рогатичкој средини није могла доћи до пуног изражаја. У сијању раздора и мржње међу становништвом окупаторски управљачи употребљавали су сва средства; тако су организовали мучка убиства угледних Срба, Ђорђа Переулу, Танасија Драшковића и Мила Бајчетића.

## Географија
Подручје општине Рогатица заузима површину од 645 км². Суседне општине Рогатици су: Рудо, Вишеград, Сребреница, Милићи, Власеница, Ново Горажде, Горажде, Хан Пијесак, Соколац и Пале.
Кроз општину протичу ријеке Ракитница, Дрина и Прача. Од пећина на подручју општине је најпознатија Бања Стијена.

## Насељена мјеста
Подручје општине Рогатица чине насељена мјеста:
Агаровићи, Бабљак, Бегзадићи, Берковићи, Бећи, Бехећи, Бјелогорци, Блажујевићи, Божине, Борач, Борика, Боровац, Боровско, Бранковићи, Брда, Брезје, Брчигово, Булози*, Бурати, Варошиште, Враголови, Вражалице*, Врасалићи, Вратар, Врело, Врлазје, Газије, Годомиље, Голубовићи, Гривци, Гуждељи, Гучево, Добраче, Добрашина, Добромеровићи, Доброучићи, Дробнићи, Дуб, Думањићи, Ђедовићи, Жепа, Живаљевићи, Живаљевина, Загајеви, Загорице, Закомо, Зиличина, Јаровићи, Јасенице, Камен, Карачићи, Ковањ, Козарде, Козићи, Копљевићи, Крамер Село, Крвојевићи, Кујунџијевићи, Кукавице, Кусуци, Лађевине, Лазе, Лепеница, Лубардићи, Љубомишље, Маравићи, Махала, Медна Лука, Месићи, Мислово, Мргудићи, Нахота, Обртићи, Округло, Орахово, Осово, Отричево, Павичина Кула, Пашић Кула, Пешурићи, Пијевчићи, Плање, Пљеско, Пљешевица, Подгај, Покривеник, Потком*, Прибошијевићи, Припечак, Просјечено, Пуртићи, Радич, Рађевићи, Ракитница, Рибиоц, Рогатица, Русановићи, Сељани, Сјеверско, Сјемећ, Слап, Сочице, Стара Гора, Стари Брод, Старчићи, Стјенице, Стоп, Стрмац, Судићи, Суровићи, Трново, Феризовићи, Чавчићи, Чадовина, Чубрићи, Шаторовићи, Шена Крена, Шетићи, Шљедовићи, Шљивно и Штавањ.
Највећи дио пријератне општине Рогатица остао је у саставу Републике Српске. У састав Федерације БиХ ушла су насељена мјеста Вражалице и Булози.

## Политичко уређење

### Општинска администрација
Начелник општине представља и заступа општину и врши извршну функцију у Рогатици. Избор начелника се врши у складу са изборним Законом Републике Српске и изборним Законом БиХ. Општинску администрацију, поред начелника, чини и скупштина општине. Институционални центар општине Рогатица је насеље Рогатица, гдје су смјештени сви општински органи.
Начелник општине Рогатица је Нинослав Прелић испред Савеза независних социјалдемократа, који је на ту функцију ступио након локалних избора у Босни и Херцеговини 2024. године. Састав скупштине Општине Рогатица је приказан у табели.

## Привреда
На територији општине постоји низ прерађивачких капацитета из области дрвне, металне, текстилне, прехрамбене индустрије, шумарства, пољопривредне производње, грађевинарства, графичких услуга, капацитети за производњу електричне енергије, саобраћај.
Носиоци развоја општине су:
- А. Д. "Агрокомбинат“ бави се ратарском производњом, сточарством, прехрамбеном индустријом, трговином, угоститељством и туризмом.
- А. Д. "Творница пречистача“ производи прочистаче за ваздух, гориво, уље и хладњаке за све врсте возила и друге производе и из ове области.
- А. Д. "Сјемећ“ Д. И. делатност јој је производња резане грађе и грађевинске столарије и намештаја.
- Ш. Г. "Стара Гора“, чија је делатност експлоатација шума и изградња шумских комуникација.
- А. Д. "Технотранс“, врши превоз свих врста терета и путника и сервисирање возила.
- А. Д. "Стандард“ обавља грађевинске, занатске, инсталатерске радове, производи грађевински материјал, гради све врсте објеката уз пројектовање и надзор.
- А. Д. "Ротекс“, производи ћебад и декоративно платно.
- А. Д. "Мићо Соколовић“ израђује амбалажу, штампа књиге и пружа друге врсте графичких услуга.
- А. Д. "Јасна“ производи све врсте дечје и друге конфекције.
- З. Д. П. "Алпо“ производи алуминијско посуђе.
- ЈКП "Комуналије“ врши послове водоснабдевања и канализације.
- ОДКП "Комрад“ врши послове одржавања чистоће, уређења зелених и осталих јавних површина.

Услед рата многа набројена предузећа не раде.
Све значајније место заузима и приватно предузетништво што је резултовало оснивањем 72 приватна предузећа и 259 самосталних делатности из области угоститељства, занатства, трговине и других услуга.
Своје експозитуре у Рогатици имају Развојна банка југоисточне Европе и Привредна банка Сарајево, а агенције Нова бањалучка банка и Нова банка. Са својим испоставама присутна су осигуравајућа друштва „Јахорина“, „Бобар“, „Копаоник“, „Косиг Дунав“ и „Дрина осигурање“.
У области телекомуникација послове обавља Терминални телеком „Рогатица“, као организациона јединица Телекома Српске. Поседује савремену дигиталну телефонску централу великог капацитета, а готово цела општина је покривена сигналом мобилне телефоније.
Снабдевање потрошача ел. енергијом на подручју општине врши се путем основног 110 киловолтног далековода из правца Вишеграда и 35 киловолтног далековода из правца Вишеграда и Сокоца које служи као резервно напајање.
На подручју општине, на реци Прачи се налази и хидроелектрана Месићи, која ради од 1950. године.
Расположиви природни ресурси и традиција примарне пољопривредне производње (сточарство, ратарство, шумарство, воћарство) истакли су пољопривреду као стратешку привредну оријентацију општине. Више имплементираних као и планираних пројеката из пољопривреде треба да створе базу интензивне производње у сточарству. Овчарник на Борикама, са капацитетом од 1.000 грла приплодних оваца, као и све већи број индивидуалних произвођача опредељених за узгој стоке представљају резултат који оправдавају овакву оријентацију.
Ергела на Борикама, основана 1893. године бави се узгојем чистокрвне арапске и брдске расе коња и једини је признат узгајивач ових раса на просторима бивше Југославије.
Захваљујући природним условима на подручју општине, Рогатица представља познатог и признатог произвођача семенског кромпира. Произведеним количинама, квалитетом и применом савремене технологије посебно се истиче А. Д. "Агрокомбинат“ и Удружење пољопривредних произвођача „Соланум продукт“ који представљају једне од најзначајнијих произвођача не само у Републици Српској него и шире.

## Становништво
У општини Рогатица данас живи око 11.000 становника, односно 16,56 ст/км².
Одлуком о формирању месних заједница на подручју општине Рогатица основано је 13 месних заједница којима су обухваћена сва насељена места и које у складу са законом и Статутима месне заједнице обављају послове од интереса за грађане са тог подручја.
Захваљујући донацијама обновљени су многи објекти, који су били уништени током рата од 1992—1995. Срби (око 8.000), који су избегли из Сарајева и Горажда, продали су своје предратне некретнине, купили друге у Рогатици и ту се настанили, тако да је значајно промењена национална структура у односу на 1991. Данас припадници српског народа чине велику већину становништва.
По последњем службеном попису становништва из 1991. године, општина Рогатица је имала 21.978 становника, распоређених у 119 насељених места.
|             | 2013.           | 1991.            | 1981.            | 1971.            | 1961.            |
| Укупно      | 10 723 (100,0%) | 21 978 (100,0%)  | 23 771 (100,0%)  | 25 501 (100,0%)  | 25 649 (100,0%)  |
| Срби        | 9 527 (88,85%)  | 8 391 (38,18%)   | 8 877 (37,34%)   | 10 208 (40,03%)  | 12 122 (47,26%)  |
| Бошњаци     | 1 117 (10,42%)  | 13 209 (60,10%)1 | 14 020 (58,98%)1 | 15 096 (59,20%)1 | 12 545 (48,91%)1 |
| Хрвати      | 19 (0,177%)     | 19 (0,086%)      | 32 (0,135%)      | 45 (0,176%)      | 368 (1,435%)     |
| Муслимани   | 18 (0,168%)     | –                | –                | –                | –                |
| Неизјашњени | 12 (0,112%)     | –                | –                | –                | –                |
| Остали      | 8 (0,075%)      | 173 (0,787%)     | 31 (0,130%)      | 65 (0,255%)      | 28 (0,109%)      |
| Босанци     | 5 (0,047%)      | –                | –                | –                | –                |
| Непознато   | 5 (0,047%)      | –                | –                | –                | –                |
| Црногорци   | 4 (0,037%)      | –                | 22 (0,093%)      | 17 (0,067%)      | 25 (0,097%)      |
| Југословени | 3 (0,028%)      | 186 (0,846%)     | 762 (3,206%)     | 62 (0,243%)      | 543 (2,117%)     |
| Албанци     | 3 (0,028%)      | –                | 20 (0,084%)      | 4 (0,016%)       | 4 (0,016%)       |
| Македонци   | 1 (0,009%)      | –                | 2 (0,008%)       | 2 (0,008%)       | 5 (0,019%)       |
| Украјинци   | 1 (0,009%)      | –                | –                | –                | –                |
| Словенци    | –               | –                | 5 (0,021%)       | 1 (0,004%)       | 8 (0,031%)       |
| Мађари      | –               | –                | –                | 1 (0,004%)       | 1 (0,004%)       |

1. 1 На пописима од 1971. до 1991. Бошњаци су пописивани углавном као Муслимани.

## Организација локалне управе
Скупштина општине броји 23 одборника који су изабрани на изборима 2. октобра 2016. године.
Структуру Скупштине општине чине:
- 7 одборника СНСД,
- 5 одборника СДС,
- 3 одборника ПДП,
- 1 одборник ДНС,
- 1 одборник ЛС БиХ,
- 1 одборник ПУП РС,
- 1 одборник СРС др Војислав Шешељ.

Начелник општине је Милорад Јагодић. Општинском управом руководи Начелник општине, а чине је:
- Одељење за општу управу,
- Одељење за привреду и друштвене делатности,
- Одељење за просторно уређење и стамбено-комуналне послове,
- Одељење за финансије,
- Одељење за инспекцијске послове и послове комуналне полиције.

## Познате личности
- Младен Жижовић, српски фудбалер.
- Драган Јовичић, српски и босанскохерцеговачки филмски и позоришни глумац.
- Војислав Лубарда, српски књижевник.
- Мирко Шаровић, српски политичар, бивши предсједник Републике Српске и тренутни предсједник СДС.